# 잭 마셜
존 로스 마셜 경 GBE(영어: Sir John Ross Marshall, 1912년 3월 5일~1988년 8월 30일)은 뉴질랜드의 정치인이다. 1972년 2월 7일부터 12월 8일까지 제28대 뉴질랜드의 총리를 지냈다.

## 역대 선거 결과
| 선거명      | 직책명                            | 대수 | 정당            | 득표율 | 득표수   | 결과 | 당락                          |
| ----------- | --------------------------------- | ---- | --------------- | ------ | -------- | ---- | ----------------------------- |
| 1946년 선거 | 하원의원 (빅토리아 마운트 선거구) | 28대 | 뉴질랜드 국민당 | 53.09% | 6,520표  | 1위  | 빅토리아 마운트 하원의원 당선 |
| 1949년 선거 | 하원의원 (빅토리아 마운트 선거구) | 29대 | 뉴질랜드 국민당 | 58.44% | 6,562표  | 1위  | 빅토리아 마운트 하원의원 당선 |
| 1951년 선거 | 하원의원 (빅토리아 마운트 선거구) | 30대 | 뉴질랜드 국민당 | 60.06% | 6,556표  | 1위  | 빅토리아 마운트 하원의원 당선 |
| 1954년 선거 | 하원의원 (카오리 선거구)          | 31대 | 뉴질랜드 국민당 | 53.30% | 8,317표  | 1위  | 카오리 하원의원 당선          |
| 1957년 선거 | 하원의원 (카오리 선거구)          | 32대 | 뉴질랜드 국민당 | 57.35% | 9,481표  | 1위  | 카오리 하원의원 당선          |
| 1960년 선거 | 하원의원 (카오리 선거구)          | 33대 | 뉴질랜드 국민당 | 61.99% | 9,841표  | 1위  | 카오리 하원의원 당선          |
| 1963년 선거 | 하원의원 (카오리 선거구)          | 34대 | 뉴질랜드 국민당 | 59.67% | 10,312표 | 1위  | 카오리 하원의원 당선          |
| 1966년 선거 | 하원의원 (카오리 선거구)          | 35대 | 뉴질랜드 국민당 | 59.40% | 10,961표 | 1위  | 카오리 하원의원 당선          |
| 1969년 선거 | 하원의원 (카오리 선거구)          | 36대 | 뉴질랜드 국민당 | 65.65% | 11,320표 | 1위  | 카오리 하원의원 당선          |
| 1972년 선거 | 하원의원 (카오리 선거구)          | 37대 | 뉴질랜드 국민당 | 55.80% | 9,825표  | 1위  | 카오리 하원의원 당선          |